# Aethionema heterophyllum
Aethionema heterophyllum är en korsblommig växtart som först beskrevs av Pierre Edmond Boissier och Friedrich Alexander Buhse, och fick sitt nu gällande namn av Pierre Edmond Boissier. Aethionema heterophyllum ingår i släktet Aethionema och familjen korsblommiga växter. Inga underarter finns listade i Catalogue of Life.